# Phragmipedium
Phragmipedium is een geslacht van orchideeën uit de onderfamilie Cypripedioideae.
Het zijn terrestrische, epifytische of lithofytische planten uit Centraal- en Zuid-Amerika.

## Naamgeving
Synoniemen: Uropedium Lindl. (1846), Phragmopedilum Pfitzer (1898)

## Kenmerken
De meeste Phragmipedium-soorten zijn tamelijk grote, terrestrische orchideeën; maar enkele zijn epifytisch of lithofytisch. Ze hebben een tot 80 cm lange, rechtopstaande stengel met lancetvormige bladeren en twee tot drie opvallende bloemen.
De zijdelingse sepalen of kelkbladen zijn naar beneden gebogen en met elkaar vergroeid. De kroonbladen of petalen zijn bij sommige soorten bijzonder lang uitgerekt. De lip is opgeblazen tot een buidelvormige structuur, de randen zijn naar binnen geplooid.
Het gynostemium heeft twee fertiele meeldraden en een groot schildvormig staminodium. Het vruchtbeginsel is driehokkig.

## Habitat
Phragmipedium-soorten komen voor in subtropische en tropische klimaatzones, voornamelijk in gebergtes tussen de 900 en 1500 m, alhoewel sommige soorten ook op zeeniveau of in het hooggebergte groeien.

## Verspreiding en voorkomen
Het voorkomen is beperkt tot Midden- en Zuid-Amerika, voornamelijk in Mexico, Costa Rica, Colombia, Ecuador, Bolivia en Brazilië.

## Taxonomie
Phragmipedium is het enige geslacht in de tribus, Phragmipedieae, en wordt tot de onderfamilie Cypripedioideae gerekend.
Er zijn sterke aanwijzingen om dit geslacht samen met Cypripedium en Paphiopedilum als een monofyletische groep te kunnen beschouwen.
Afhankelijk van de auteur worden er twaalf tot twintig soorten tot het geslacht gerekend, in verschillende secties. De typesoort is Phragmipedium caudatum (Lindl.) Rolfe
- Phragmipedium andreettae P.J.Cribb & Pupulin (Ecuador)
- Phragmipedium besseae Dodson & J.Kuhn (Ecuador tot Peru).
- Phragmipedium boissierianum (Rchb.f.) Rolfe (Ecuador tot Peru).
- Phragmipedium brasiliense Quené & O.Gruss (Brazilië)
- Phragmipedium caricinum (Lindl. & Paxton) Rolfe (Bolivia).
- Phragmipedium caudatum (Lindl.) Rolfe (synoniem: Phragmipedium humboldtii subsp. humboldtii) (Bolivia tot Peru).
- Phragmipedium chapadense Campacci & R.Takase (Brazilië).
- Phragmipedium christiansenianum O.Gruss & Roeth (synoniem: Phragmipedium longifolium (Warsz. & Rchb.f.) Rolfe) (Colombia)
- Phragmipedium exstaminodium Castaño, Hágsater & E.Aguirre (Mexico tot Guatemala).
- Phragmipedium fischeri Braem & H.Mohr (Ecuador).
- Phragmipedium hirtzii Dodson (Ecuador).
- Phragmipedium humboldtii (Warsz. ex Rchb.f.) J.T.Atwood & Dressler (synoniem: Phragmipedium popowii Braem, Ohlund & Quéné) (Costa Rica tot Panama)
- Phragmipedium klotzschianum (Rchb.f.) Rolfe (Venezuela tot Guyana, Brazilïe).
- Phragmipedium kovachii J.T.Atwood, Dalström & Ric.Fernández (Peru).
- Phragmipedium lindenii (Lindl.) Dressler & N.H.Williams (Venezuela tot Ecuador).
- Phragmipedium lindleyanum (M.R.Schomb. ex Lindl.) Rolfe (Brazilië).
- Phragmipedium longifolium (Warsz. & Rchb.f.) Rolfe (Costa Rica tot Ecuador).
- Phragmipedium pearcei (Rchb.f.) Rauh & Senghas (Ecuador tot Peru).
- Phragmipedium popowii Braem, Ohlund & Quéné (Costa Rica tot Panama)
- Phragmipedium reticulatum (Rchb.f.) Schltr.  (Ecuador tot Peru).
- Phragmipedium richteri Roeth & O.Gruss (Peru).
- Phragmipedium schlimii (Linden ex Rchb.f.)  (Colombia).
- Phragmipedium tetzlaffianum O.Gruss (Venezuela).
- Phragmipedium vittatum (Vell.) Rolfe (Brazilië).
- Phragmipedium wallisii (Rchb.f.) Garay (synoniem: Phragmipedium warszewiczianum (Rchb.f.) Schltr.)
- Phragmipedium warszewiczianum (Rchb.f.) Schltr. (Colombia tot Ecuador)

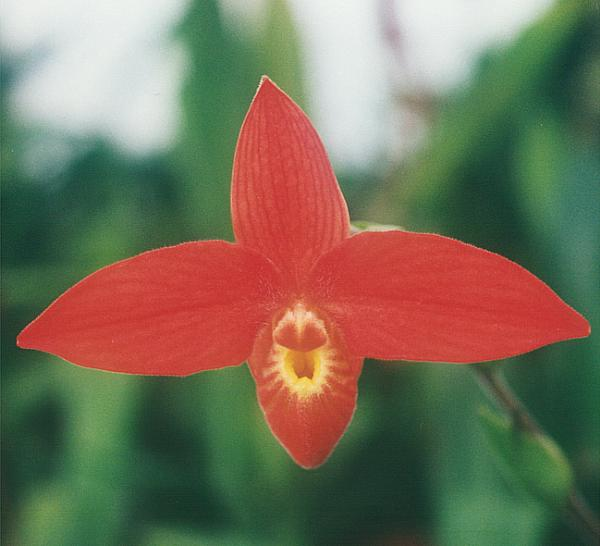
Phragmipedium besseae
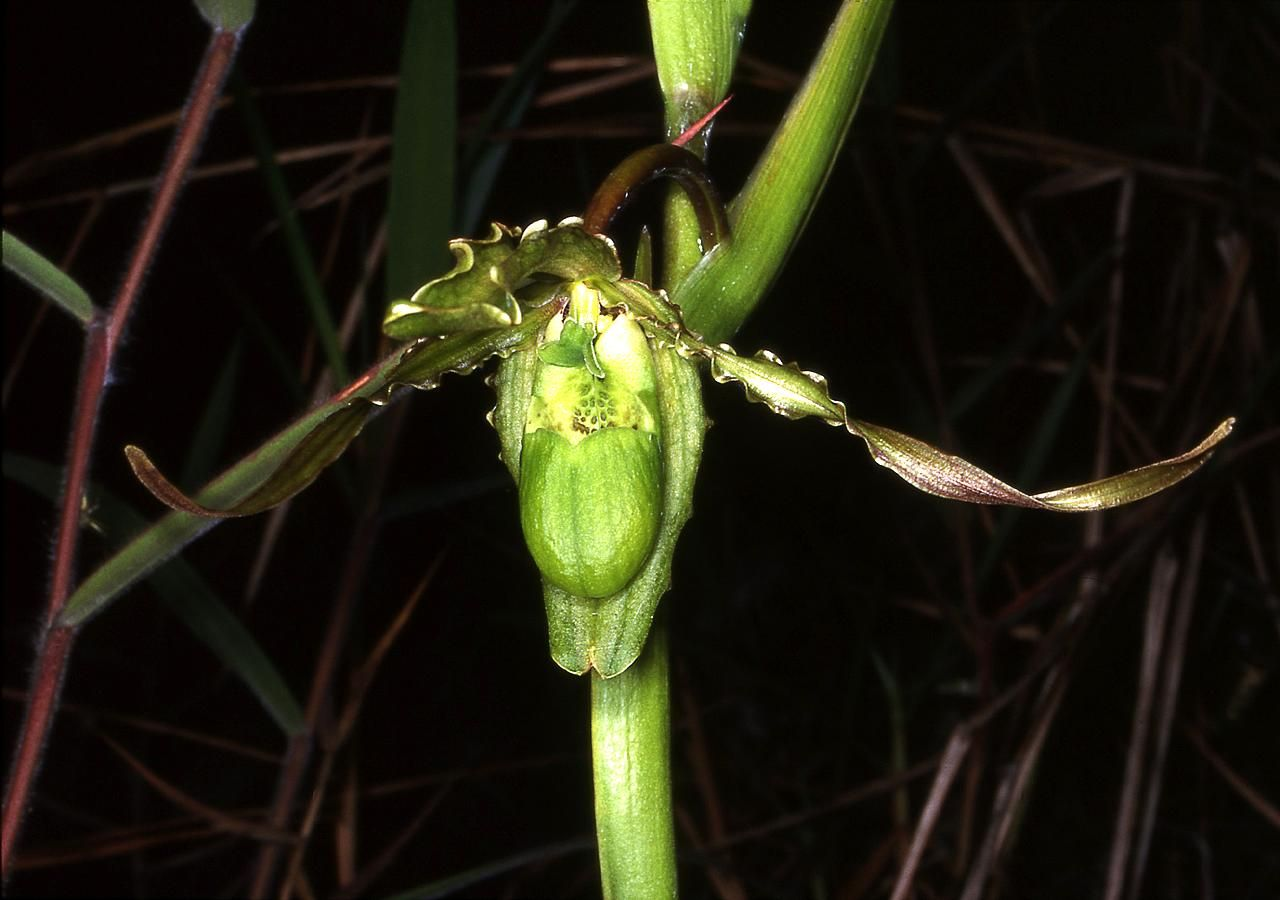
Phragmipedium boissierianum
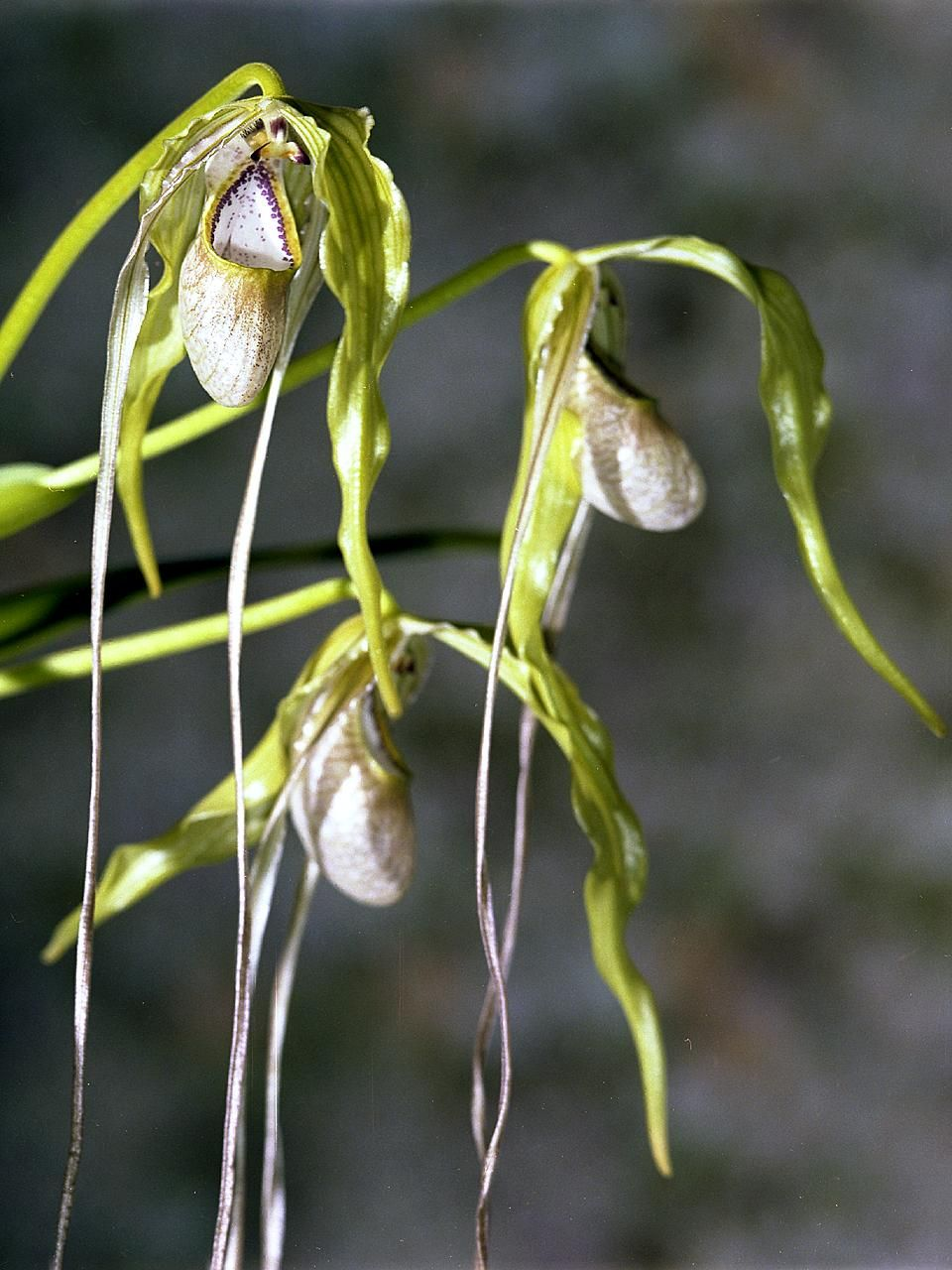
Phragmipedium caudatum
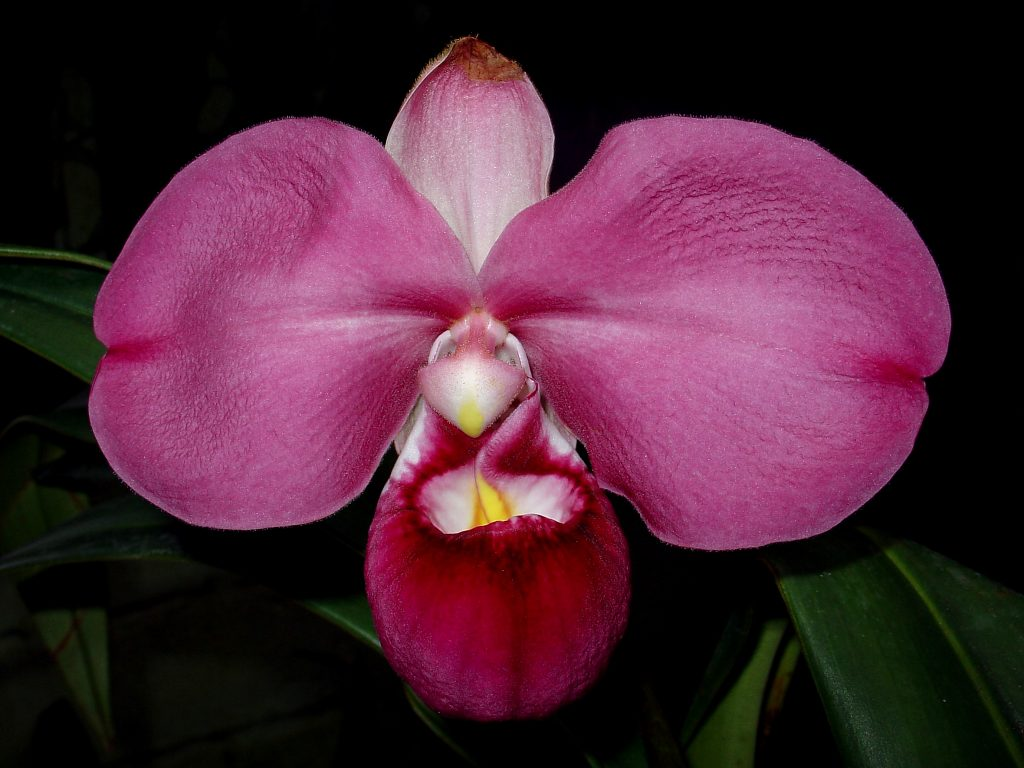
Phragmipedium kovachii
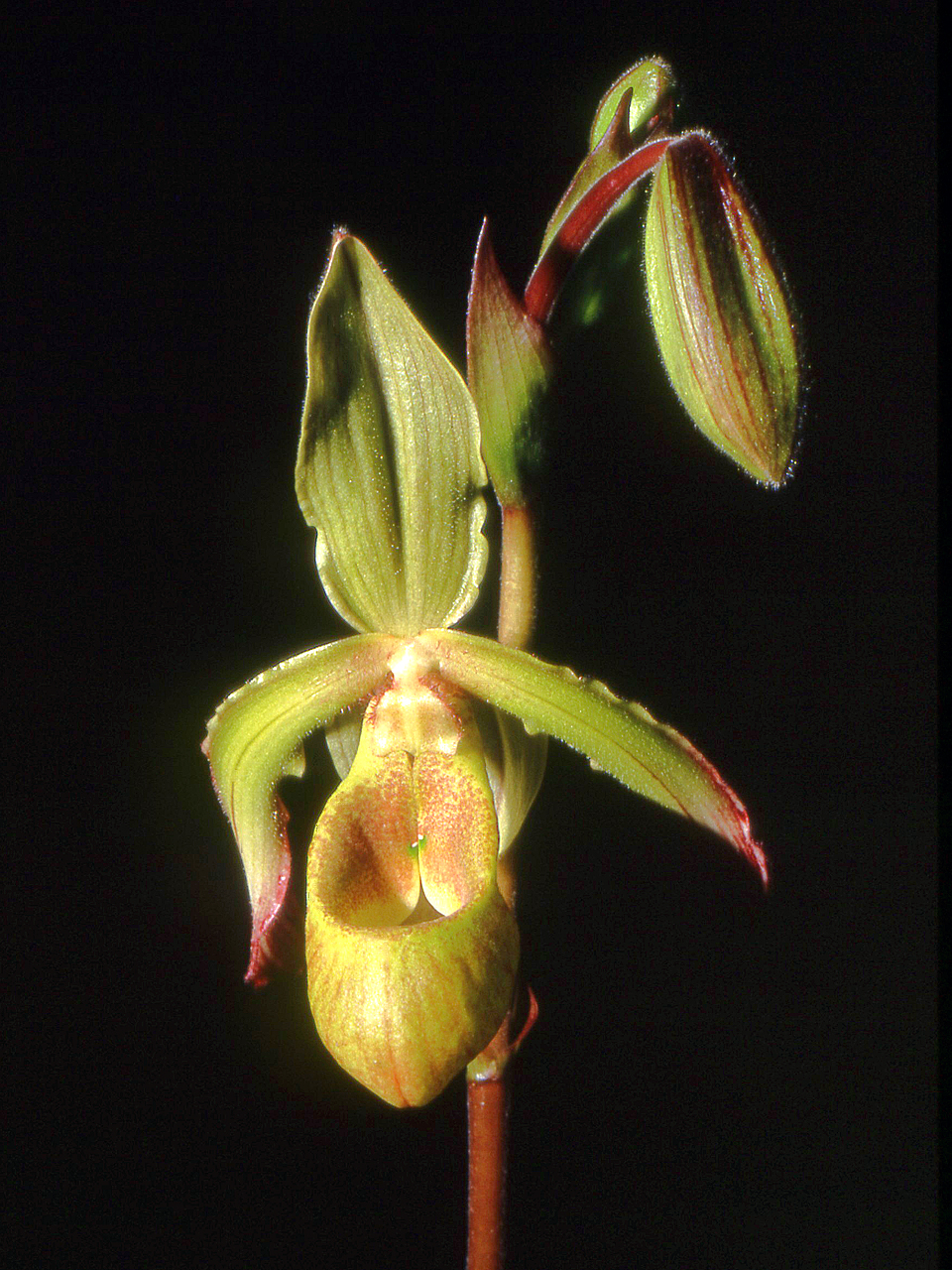
Phragmipedium lindleyanum
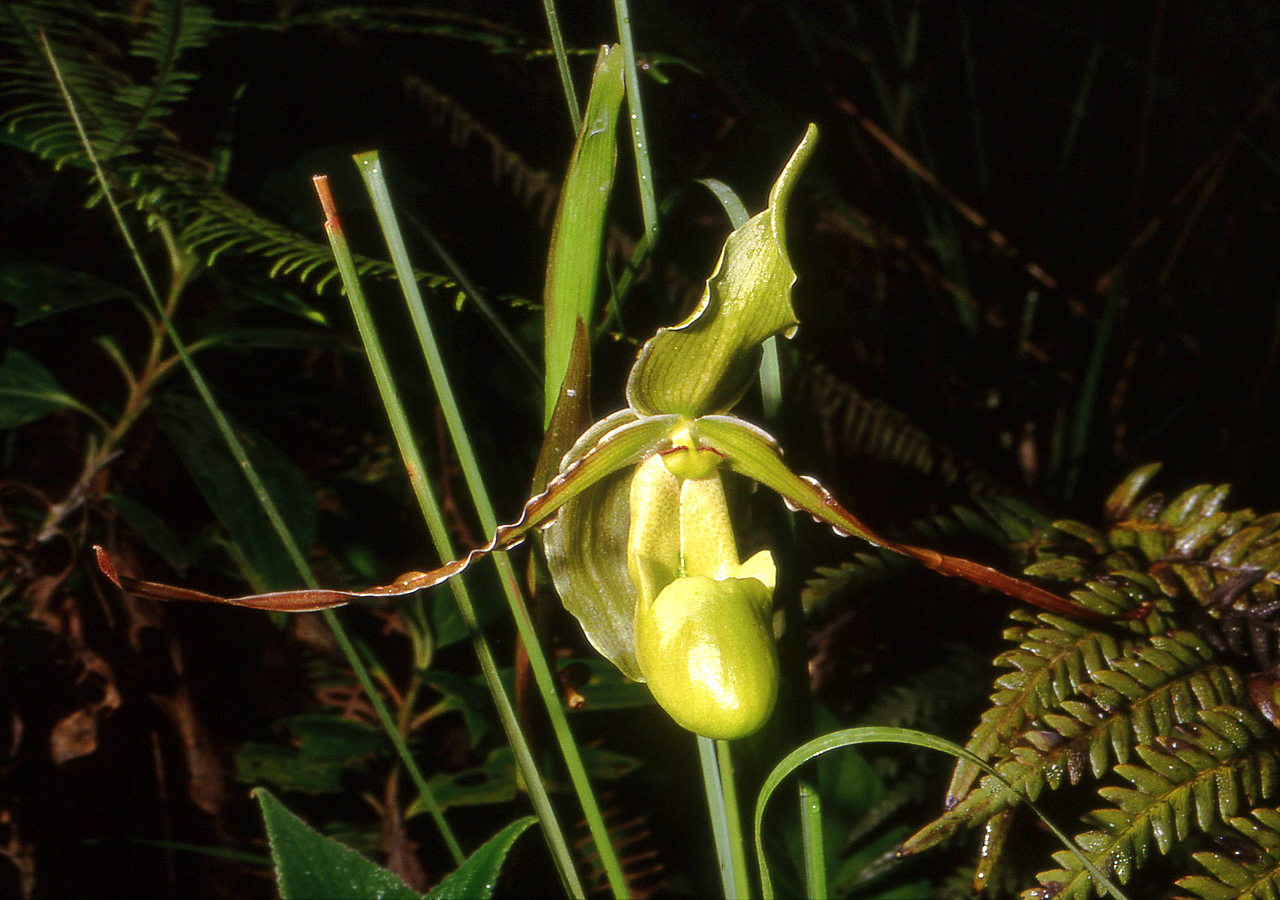
Phragmipedium longifolium
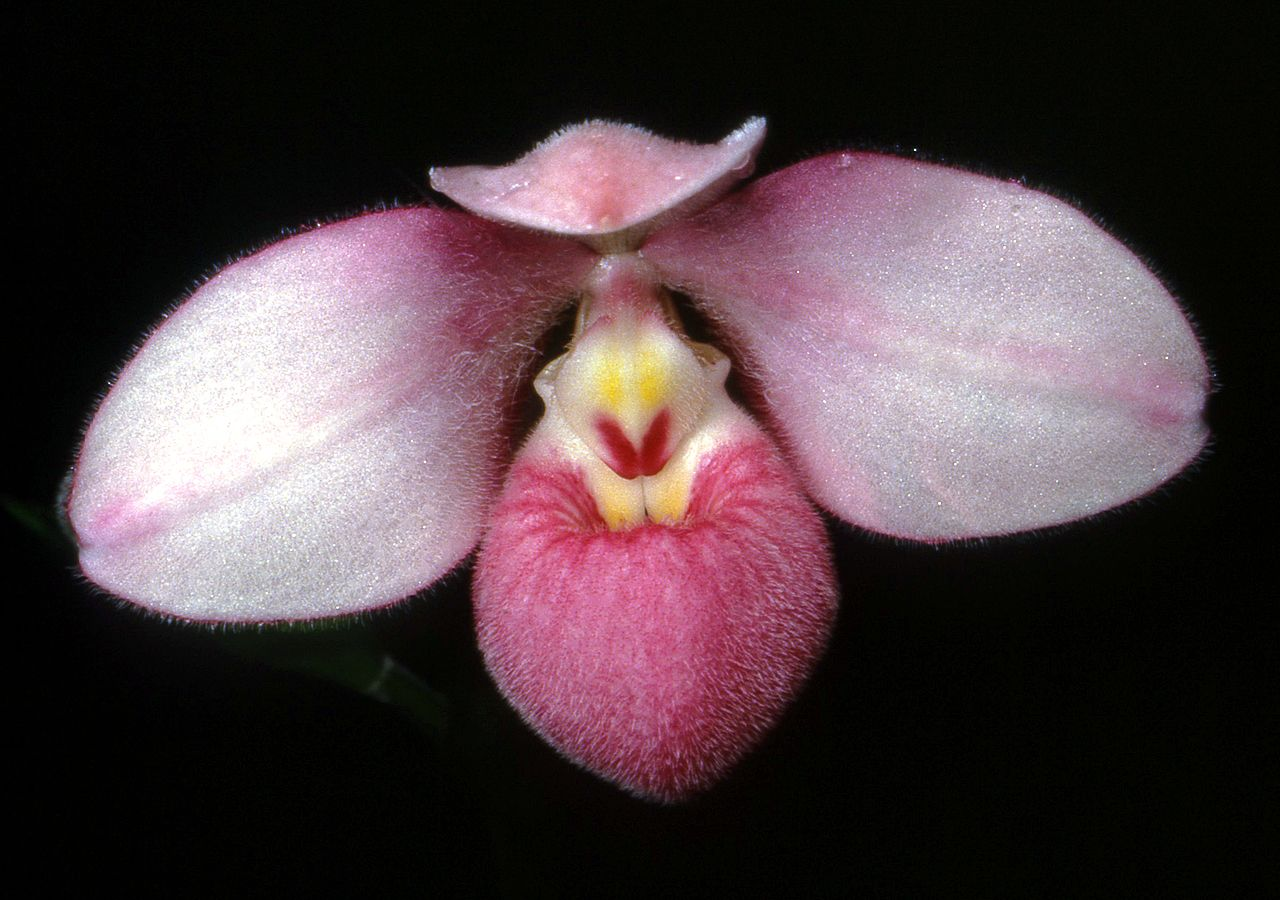
Phragmipedium schlimii
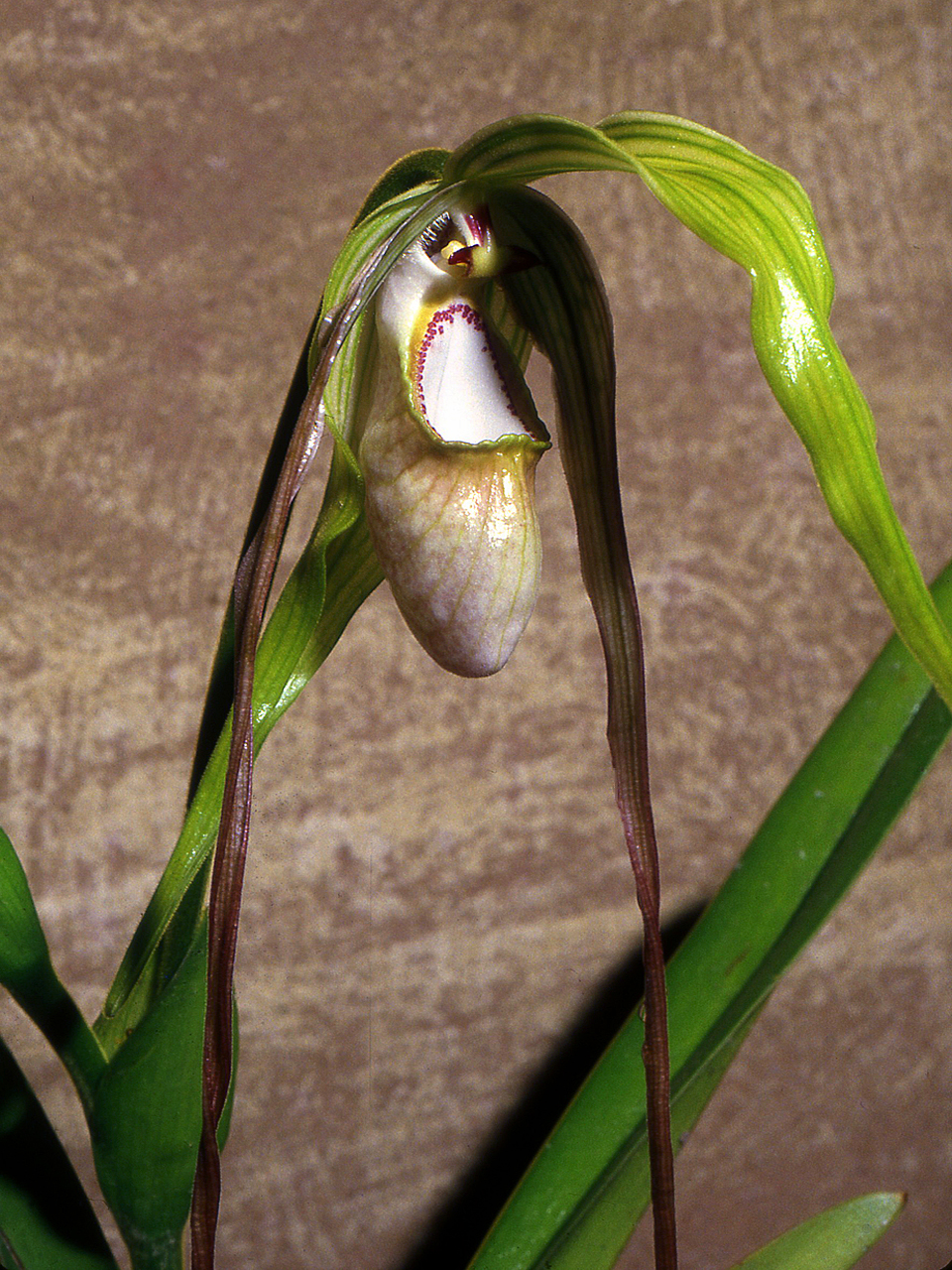
Phragmipedium warszewiczianum

Tribus: Cypripedieae 

Subtribus: Cypripediinae · Geslacht: Cypripedium 

Subtribus: Paphiopedilinae · Geslacht: Paphiopedilum 

Tribus: Mexipedieae 

Subtribus: Mexipediinae · Geslacht: Mexipedium 

Tribus: Phragmipedieae 

Subtribus: Phragmipediinae · Geslacht: Phragmipedium 

Tribus: Selenipedieae 

Subtribus: Selenipediinae · Geslacht: Selenipedium